# Флаг Новокузнецкого городского округа
Флаг муниципального образования Новокузне́цкий городско́й о́круг Кемеровской области Российской Федерации — опознавательно-правовой знак, служащий официальным символом муниципального образования.
Ныне действующий флаг утверждён решением Новокузнецкого городского Совета народных депутатов от 25 сентября 2018 года № 12/107 и внесён в Государственный геральдический регистр Российской Федерации с присвоением регистрационного номера 12056.
Рисунок флага полностью повторяет рисунок герба города Новокузнецка.

## История
Описание первого флага, утверждённого постановлением городского Собрания города Новокузнецка от 23 июня 1999 года № 7/32, гласило:
«Городской флаг представляет собой прямоугольное полотнище, разделённое по центру широкой чёрной горизонтальной полосой на два поля: верхнее — белое, нижнее — зелёное. В центре полотнища — изображение герба уездного города Томской губернии — Кузнецка, принятого в 1804 году и утверждённого городским Собранием города Новокузнецка в 1999 году.
Отношение ширины флага к его длине — 2:3. Ширина чёрной полосы к ширине флага — 1:20. Высота щита герба по отношению к ширине флага — 3:4. Ширина герба по отношению к длине полотнища — 2:3. Горизонтальная ось щита проходит по центру чёрной полосы, вертикальная ось щита находится по центру полотнища».
В сентябре 2014 года, в рамках проекта «Молитва в Поднебесье», флаг побывал на Эльбрусе. Экспедиция состояла из 13 человек, в числе которых были священнослужители Кемеровской епархии, известные кузбасские путешественники-альпинисты, предприниматели и дети из многодетных и шахтёрских семей. На вершине Эльбруса под сенью флага прошла молитва о здравии и благополучии шахтёров Кузбасса.

### Современный флаг
25 сентября 2018 года, на XII заседании Городского Совета народных депутатов, был представлен новый флаг города. Проект, отвечающий всем требованиям Геральдической палаты (в отличие от старого флага), годом ранее разработали московские художники — профессиональные геральдисты. В ходе обсуждения были высказывания относительно не очень серьезного вида флага, тем не менее, большинством голосов (один воздержался) флаг был принят. Такое решение было очевидно еще и потому, что в соответствии с требованиям геральдики, флаг должен иметь тот же вид что и герб, который уже был принят годом ранее. До 4 июля 2019 года новый флаг должен заменить прежний на всех официальных символах. В связи с этим, например, были разработаны видоизмененные награды города, где в той или иной степени используется утверждённый символ: Золотой знак «Новокузнецк», награды «Почётный гражданин города Новокузнецка», «За заслуги перед городом Новокузнецком», «За добросовестный труд на благо города», «Почётный предприниматель города Новокузнецка» и другие.

## Описание флага
Флаг представляет собой герб, вписанный в границы полотнища, но без муниципальной короны и имеет следующее геральдическое описание:
«Прямоугольное полотнище с отношением ширины к длине 2:3, состоящее из зелёной и жёлтой равновеликих горизонтальных полос, на которых изображены фигуры из герба Новокузнецкого городского округа с заменой серебра и золота на белый и жёлтый цвета: на зелёной полосе — скачущий к древку по жёлтой зубчатой мурованной в виде кирпичной кладки полосе, примыкающей к жёлтой части полотнища, белый с жёлтыми глазами, гривой и хвостом конь между двух белых с жёлтыми сердцевинами и листками роз; на жёлтой полосе — бегущий от древка красный волк; поверх всего в центре полотнища помещён жёлтый щиток высотой в 1/2 ширины флага, в котором изображена стоящая на зелёной земле красная кузница без передней стены и с жёлтым окном на задней стене, в которой находятся также жёлтые инструменты кузнечного дела: наковальня на чурбаке, меха, вставленные в красную кирпичную печь, в которой горит жёлтый огонь, и сложенные перед ними накрест клещи и молот».

## Обоснование символики
В верхней зелёной части полотнища изображён белый с жёлтой гривой, хвостом, копытами и языком конь, указывающий на былую принадлежность города к Томской губернии. Конь скачет по жёлтой стеннозубчатой, мурованной полосе, которая символизирует городскую стену — знак образования современного города Новокузнецка.
В углах верхней зелёной части полотнища изображены белые с жёлтыми сердцевинами и чашелистиками розы, означающие гипотетическую эмблему Сад-города.
В нижней жёлтой части полотнища изображён красный бегущий вправо волк, который воспроизводит историческую эмблему города Кузнецка, официально употреблявшуюся на его печатях до Высочайшего пожалования городу герба в 1804 году. Цвет волка воспроизводит цвет сургучных печатей.
В середине флага изображён жёлтый щиток с изображением стоящей на зелёной земле красной кузницы с находящимися в ней орудиями. Кузница воспроизводит историческую эмблему города Кузнецка с 1804 года, вошедшего в 1932 году в состав современного города Новокузнецка.

### Цвета
Во флаге использованы цвета исторического герба уездного города Кузнецка, символизирующие:
- золото — христианские добродетели: вера, справедливость и милосердие, а также мирские качества — могущество, знатность, постоянство и богатство);
- серебро — из христианских добродетелей чистота, надежда, правдивость и невинность. А из мирских – благородство и откровенность;
- червлень (красный) — символ храбрости, мужества и неустрашимости, силы, здоровья, энергии;
- зелень — надежда, изобилие, свобода, независимость и радость.

## Критика
Главный художник Новокузнецка Илья Храбрый отметил качество и достоинство нового проекта, не вызывающего никаких сомнений с художественной точки зрения.